# Менталитет

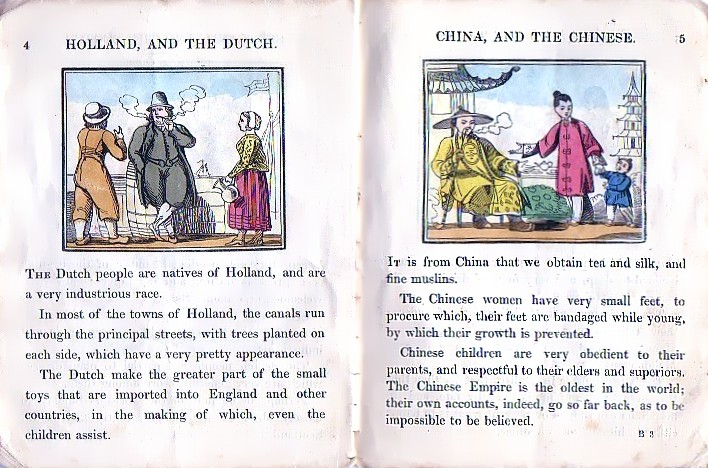
Детская книга XIX века, сообщающая, что голландцы — «очень трудолюбивая раса», а китайские дети «очень послушны своим родителям»

Менталите́т, мента́льность (от лат. — ум, мышление, образ мыслей, душевный склад) — общие «психические свойства», общность «психического склада» какой-либо группы, мироощущение, мировосприятие, которые определяются этническими и национальными обычаями, образом жизни, мышлением, нравственностью, целостная совокупность восприятия, верований, духовных навыков, формирующая картину мира и скрепляющая единство сообщества или культурной традиции. Обычно одна ментальность реконструируется через сопоставление с другой ментальностью.
Источником социокультурной особенности той или иной группы часто определяются биологические, природные свойства. Эти свойства могут именоваться «народный дух», «культурный тип», «менталитет», свойства «расы». Все эти обозначения выполняют ту же функцию, которую в классическом расизме выполняет «кровь» (или «гены»): они предполагают наследование социальных признаков. Биологизация этнической идентичности и интерпретация культуры и поведения людей как проистекающих из генетической наследственности являются элементами расовой идеологии, которая в результате распространения этих взглядов продолжает присутствовать в обществе.
Идеи врождённой культуры, национального характера и т. п. в рамках современной социологии полностью дискредитированы или являются устаревшими.

## Понятие и содержание
Влияет на индивидуальное и коллективное сознание, представляя собой специфический тип мышления. Оценка какого-либо явления конкретным индивидом складывается на основе прежнего социального опыта, здравого смысла, интересов, эмоциональных впечатлений. Ментальность возникает из социально обусловленных компонентов и раскрывает представления человека об окружающем мире. В ментальности находят культурное выражение навыки осознания окружающего, мыслительные схемы и образные комплексы. Включая в себя бессознательное, ментальность служит выражением жизненных и практических установок, устойчивых образов, эмоциональных предпочтений, свойственный конкретному сообществу или культурной традиции.
Ментальность как понятие соединяет представления об аналитическом мышлении, развитых формах сознания и представления о полуосознанных культурных шифрах. В связи с этим в рамках ментальности выделяются различные оппозиции — «природное и культурное, эмоциональное и рассудочное, иррациональное и рациональное, индивидуальное и общественное». Считается, что наиболее продуктивно использование этого понятия при анализе архаических структур мифологического сознания. Понятие получило более широкий смысл, используясь не только для толкования отдельных культурных трафаретов, но и для интерпретации образа мыслей.

## Развитие представлений
Термин «ментальность» встречается у американского философа Ральфа Эмерсона (1856), рассматривавшего центральное метафизическое значение души в качестве первоисточника ценностей и истин. Понятие использовали неокантианцы, феноменологи, психоаналитики. Подробно было разработано французскими учёными-гуманитариями XX века. Марсель Пруст, обратив внимание на неологизм, стал сознательно применять его. В рамках эволюционной и анимистической школ в этнологии, а затем в социологическом рационализме Эмиля Дюркгейма выделялись элементы примитивной ментальности, отнесённые к архаическому этапу в развитии социума. Эти исследования не смогли предложить точного определения понятия примитивной ментальности, и в явной или скрытой форме противопоставляли примитивные народы и развитые, а также иерархически распределяли формы мысли. После Первой мировой войны Марсель Мосс в очерке об отраслях социологии отметил, что изучение ментальности входит в моду.
Важнейшим этапом в формировании понятия примитивной ментальности стали труды этнолога Леви Брюля. Он существенно повлиял на направления антропологических и этнологических исследовательских работ, акцентируя внимание на опасностях, возникающих при попытках понять коллективную жизнь не имеющих письменности народов, если опираться на современные понятия. Учёный указал на наличие сущностных различий примитивной и цивилизованной ментальности, но считал, что между ними возможны переходы. Он ввёл понятие «аффективная категория сверхъестественного», которая обозначала тональность, отличающую особый тип опыта. Такие вещи, как магия, сны, видения, игра, представления о присутствии мёртвых представляли для первобытного человека мистический опыт, из которого он брал сведения о посюстороннем. В «Записных книжках» (1949), вышедших уже в посмертной публикации, Леви-Брюль возвращается к оппозиции двух видов ментальности. В рамках современной ментальности он выделяет черты, которые позволяют охарактеризовать её в качестве логической, организованной и рациональной.
Представитель неокантианства Эрнст Кассирер считал, что примитивная ментальность отличается от ментальности «развитых» культур не наличием особой логики, а особенностями восприятия природы, которое не является теоретическим, прагматическим или симпатическим. «Примитивным» человеком не проводятся эмпирические различия вещей, он обладает более сильным чувством единства с природой, не отделяя себя от неё, не приписывая себе уникального в ней положения. В рамках тотемизма человек считает себя связанным с животным, что отражается во всей его социальной жизни. Для древних греков окружающий мир был не миром в современном понимании, а «миропредставлением», субъективной оценкой мира. Европейской культуре свойственна энтелехия, пронизывающая любые изменения облика Европы. Согласно Эдмунду Гуссерлю, простая морфологическая общность духовности не может скрыть интенциональные глубины.
Представления о коллективной ментальности сформулированы Алексисом де Токвиля в книге «Демократия в Америке» (1835). Он стремился найти первопричины предрассудков, привычек и пристрастий, получивших распространение в общественном сознании Америки. По его мнению, это и является национальным характером. По мнению Токвиля, всем жителям Соединённых Штатов свойственны сходные принципы мышления, их умственная деятельность соответствует единым правилами. Данная исследовательская традиция позднее привела к формированию психоистории. В работе «Бегство от свободы» (1941) Эриха Фромма вводится понятие социального характера, представленное как ключевое для понимания общественных процессов.
Историческая психология развивалась в работах французских учёных, обратившимся к классическим установкам социальной, культурной и экономической истории. Предметом истории ментальности стала реконструкция форм поведения, выражения и умолчания, передаваемых общественным миропониманием и мирочувствованием; представления, образы, мифы и ценности, которые признают отдельные группы или общество в целом.
Понятие менталитета связано со школой «Анналов». Оно оказалось настолько специфично для исторического направления, созданного Марком Блоком и Люсьеном Февром в конце 1920-х годов, что не вошло ни в психологию, ни в социальные науки, которые предпочитают науку о репрезентациях. За пределами Франции понятие также не имело эквивалента и было просто заимствовано в другие языки без перевода. Предположительно, концепция заимствована у Люсьена Леви-Брюля, теоретика «Примитивного менталитета» (1922). Основатели «Анналов» сохранили идею, что культурные различия, наблюдаемые во времени и пространстве, связаны не только с приобретением знаний и новшествами, но и с логическими структурами мышления.
Исследование менталитетов не фигурирует в официальной теме журнала «Анналы» по экономической и социальной истории, но повсеместно присутствует в отчётах и работах руководителей. От «Королей-чудотворцев» (1924), посвящённой обрядам и верованиям, касающимся целительной силы короля, до «Феодального общества» (1939—1940), работы Марка Блока стремятся вернуть средневековому миру его странность и непрозрачность посредством выявления психологических структур, на которых базируется его социальная организация. От «Судьбы Мартина Лютера» (1928) до «Проблемы неверия в XVI веке: религия Рабле» (1942) Люсьен Февр, который прежде всего интересуется историей культуры эпохи Возрождения, стремится расшифровать универсальный менталитет XVI века, изучая образ мышления нескольких интеллектуальных личностей, которые, как предполагалось, представляли своё время.
Эти два историка отводят центральное место менталитету, но их разный подход иногда приводит к разногласиям. Сообщая о «Феодальном обществе» в «Анналах», Люсьен Февр раскритиковал Марка Блока за социологизм.
Февр ставил проблемы коллективной ментальности, усматривая в ней не только биологическое, но и социальное основание. Одно из исследований Блока посвящено сверхъестественному характеру, который обретала королевская власть Франции и Англии. К значимым работам по исторической психологии принадлежат «Короли-чудотворцы» Блока, «Проблема неверия» Февра, программные статьи последнего 1938—1941 годов. Представителями нового поколения «Анналов», Жаком Ле Гоффом, Робером Мандру, Жоржом Дюби и другими историками, а также культурологами Йоханом Хейзингой, Жан-Пьером Вернаном, Пьером Франкастелем, Эрвином Панофски, предпринимались попытки воссоздания ментальности разных культурных эпох.
Роже Шартье отмечает, что Жак Ле Гофф предложил два определения ментальности. Согласно первому, «ментальность любого исторического индивида, сколь бы значимым он ни был, представляет собой то общее, что этот индивид разделяет с другими людьми своего времени». Второе формулируется следующим образом: «История ментальностей существует на уровне повседневного автоматизма поведения. Её объектом является то, что ускользает от исторических индивидов, поскольку открывает безличное содержание их мышления». По мнению Шартье, в работах Ле Гоффа «Ментальность, имеющая неизбежно коллективный характер и определяющая представления и суждения социальных агентов помимо их собственного знания об этом, последовательно противопоставлена сознательному конструированию индивидуализированного разума».
Концепция примитивной ментальности критически оценивалась структуралистами, обогатившими, однако, исследования новыми методами. В рамках постструктурализма было предложено понятие «эпистемы», сближенного с понятием ментальности. Критическое отношение к данному концепту варьируется от «морально неприемлемого» до «интеллектуально неоправданного».
В работах «Моисей и монотеизм», «Психология масс и анализ человеческого Я» Зигмунд Фрейд разработаны методы, стремящиеся перекинуть мост между индивидуальной и коллективной психологией. Фрейд вначале обращается к «архаическому наследию», оказывающему влияние на формирование личности.
П. С. Гуревич, О. И. Шульман писали, что история ментальности должна рассматриваться в рамках всеобщей истории, в культурном аспекте, не менее важном, чем экономический. Социальная история коллективной ментальности не должна получать привилегированного статуса, но признание её важности позволяет избежать упрощений.
Труд этнолога Леви Брюля La mentalité primitive (1922) впервые был издан на русском языке под названием «Первобытное мышление». В толковом словаре Ушакова (1935—1940) понятие «менталитет» ещё не упоминалось. В 1949 году был издан толковый словарь Ожегова, в котором слово характеризовалось как книжное, под менталитетом понималось «мировосприятие, умонастроение», а в качестве примера приводился «менталитет русского народа».

## Соотношение с другими понятиями
Ментальность отличается от общественных настроений, ценностных ориентаций и идеологии. Ментальность служит выражением привычек, пристрастий, коллективных эмоциональных шаблонов. Однако общественные настроения являются переменчивыми, тогда как ментальность рассматривается как имеющая более устойчивый характер. В неё входят ценностные ориентации, но она ими не исчерпывается, составляя глубинный уровень коллективного и индивидуального сознания. Ценности являются осознаваемыми, выражая жизненные установки, самостоятельный выбор того, что считать святынями, а ментальность, как предполагается, восходит к бессознательным уровням психики.
Глубокие структуры менталитета выражаются через свойства национального характера. Базовые составляющие менталитета определяют его свойства, а значит, также черты национального характера, особенности его поведения, институтов, истории, «судьбы» и т. п.

## Критика представлений
Алексис де Токвиль писал о создателях национальных «Историй», они «не только отказывают любым отдельным гражданам в возможности влиять на судьбу своего народа, но также отнимают у самих народов возможность изменять собственную участь… По их мнению, каждая нация имеет свою неизбежную судьбу, предопределяемую её положением, происхождением, её прошлым и врожденными особенностями, и эту судьбу никакие усилия не смогут изменить. Они представляют поколения в их неразрывной взаимосвязи и, восходя таким образом от векa к веку, от одних неизбежных событий к другим неизбежным событиям, достигают времен сотворения мира и куют мощные цепи, опутывающие весь род людской».
Под «концептом» «национальный характер», «национальный менталитет» и синонимичными терминами подразумеваются психические свойства группы людей, обычно очень крупной. Эта группа обладает общей культурой, реакциями, моделями поведения, системой ценностей, символами, обычаями и др. Однако из общности культуры не следует общность и специфичность психического склада составляющих группу. Черты, воспринимаемые в качестве специфических особенностей «национального характера», представляют собой элементы общенациональной культуры; их существует не очень много, если не рассматривать вместо них этностереотипы, и они являются продуктом конкретных исторических условий и культурных влияний. Эти особенности культуры производны от исторических обстоятельств и меняются вместе с ними, постоянно и динамично. Вслед за культурными особенностям и, как правило с существенным отставанием, меняются и связанные стереотипы. Так, в начале XVIII века в Европе многими считалось, что англичане склонны к революционной деятельности и переменам, тогда как французы воспринимались как консервативный народ; сотню лет спустя мнение изменилось на противоположное. В начале XIX века немцы считались, и они сами разделяли это представление, непрактичным народом, который склонен к философии, музыке и поэзии и не очень способен в сфере техники и предпринимательства. После промышленного переворота в Германии стереотип этот исчез. В целом ввиду сложности и противоречивости истории народов и наций этностереотипы не выражают и не отражают черты культуры в каждый конкретный период.
На фоне критике понятия «менталитет» как того, что отражает устойчивые формы мышления больших социальных групп, всё чаще менталитет рассматривается и как индивидуальное, персональное явление, в котором индивидуальное и общественное сливаются между собой. Такой подход можно обнаружить и в неакадемической литературе. В рамках ментального подхода ментальность рассматривается как индивидуальный феномен, источником которого являются различные содержания, заимствуемые из культуры.
В исследовании, проведённом международной группой из 65 исследователей (опубликовано в 2005 году) в рамках проекта «Личностные профили культур» (Personality Profiles of Cultures, PPOC), студенты колледжей и университетов из 49 различных культур или субкультур описывали типичного представителя своей культуры. В большинстве изученных культур личностный профиль типичного представителя культуры не демонстрировал коррелляции с усреднённым профилем оцениваемых личностных черт конкретных людей той же культуры. Так, русские респонденты оценивали типичного соотечественника как более открытого к новому опыту, чем респонденты любой из других 48 национальностей; но, оценивая личностные черты реального хорошо известного им русского, они давали средние оценки открытости ниже кросс-культурного среднего уровня. «…представления о национальном характере не отражают зеркально актуально измеренные личностные характеристики и, возможно, не содержат даже „зерна правды“».